# Kommando Territoriale Verteidigung
Das Kommando Territoriale Verteidigung (Kdo TV, in der Aufstellungsphase auch Kommando der Territorialen Verteidigung) war die oberste Kommandobehörde im Territorialheer der Bundeswehr. Neben Heer, Marine und Luftwaffe war das Territorialheer als ein eigenständiger Bereich der Bundeswehr konzipiert. Das Kommando wurde am 1. Juni 1957 zunächst unter der Bezeichnung Amt für territoriale Verteidigung (ATV) ausgeplant und 1969 außer Dienst gestellt.

## Aufgaben
Besondere Bedeutung hatte das Territorialheer für die Reserve der Bundeswehr. Das Territorialheer bildete Reservisten aus und bereitete die Mobilmachung im Verteidigungsfall vor. Dazu betrieb das Territorialheer zahlreiche Depots und Mobilmachungsstützpunkte und hatte zahlreiche nicht aktive Verbänden ausgeplant. Im Verteidigungsfall sollte das Territorialheer dadurch zügig auf ein Vielfaches seiner Friedensgliederung aufwachsen.
Die unterstellten Truppen sollten die Operationsfreiheit der NATO-Streitkräfte in Westdeutschland sicherstellen. Teilaufgabe war hierzu die militärische Ordnung und Sicherheit im rückwärtigen Gebiet zu gewährleisten. Der Kampf gegen feindliche Truppen war nicht der Hauptauftrag des Territorialheeres. Es konnte aber zeitlich und örtlich begrenzt mit eigener Infanterie und Feldjägern Sicherungs- oder Kampfaufgaben wahrnehmen. Dazu zählte die Verteidigung wichtiger Infrastruktur im rückwärtigen Gebiet, z. B. Häfen, die NATO-Pipeline, Marschstraßen, Brücken, Verkehrsknotenpunkte, Gefechtsstände oder Fernmeldeeinrichtungen. Im rückwärtigen Raum musste mit luftgelandeten, eingesickerten oder durchgebrochenen Truppen des Warschauer Paktes oder verdeckt operierenden irregulären Kampfgruppen gerechnet werden. Das Territorialheer unterstützte die Grundlogistik und durch den Betrieb von Truppenübungsplätzen die Übungsvorhaben der in Westdeutschland stationierten Verbände. Brückenbaupioniere des Territorialheeres förderten die Beweglichkeit der Truppen in Westdeutschland. Wallmeister hemmten die Beweglichkeit gegnerischer Verbände. Eine umfangreiche Fernmeldeorganisation betrieb ein ortsfestes Kommunikationsgrundnetz mit zahlreichen Grundnetzschalt- und Vermittlungsstellen, Sende-, Empfangs- und Fernmeldeaufkläungsanlagen in Westdeutschland.
Das Territorialheer förderte Maßnahmen der zivilen Verteidigung. Das Territorialheer war neben der Abstimmung mit den anderen deutschen Teilstreitkräften und NATO-Streitkräften besonders auf die Zusammenarbeit mit zivilen Behörden angewiesen. In Zusammenarbeit mit zivilen Stellen sollte für den Verteidigungsfall, im Notfall auch im Frieden, beispielsweise ein effektiver Katastrophenschutz, der ABC-Schutz der Zivilbevölkerung und eine leistungsfähige Reservelazarettorganisation aufgebaut werden.
Alle beschriebenen Aufgaben wurden unter dem Begriff Territoriale Verteidigung zusammengefasst.

## Gliederung und Organisation

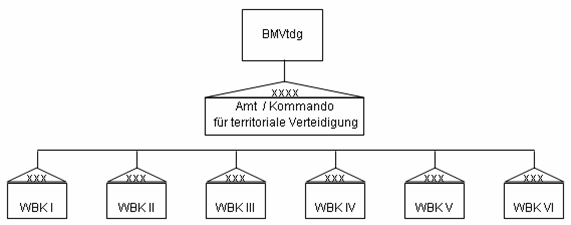
Gliederung und Unterstellung

Das Kommando Territoriale Verteidigung war dem Bundesminister der Verteidigung bzw. dem Führungsstab der Streitkräfte unterstellt. Das Kommando gliederte sich um 1965 im Wesentlichen in die Wehrbereichskommando I bis VI und die ihnen nachgeordneten Verteidigungsbezirkskommandos. Zur Bewältigung der vielfältigen Aufgaben des Territorialheeres unterstanden ab 1965 unter anderem folgende aktive Truppenteile:
- 3 Fernmelderegimentsstäbe
- 15 Fernmeldebataillone
- 8 Feldjägerkompanien
- 2 Schwere Pionierregimentsstäbe
- 5 Schwere Pionierbataillone und 10 selbständige Kompanien
- Wachbataillon beim Bundesministerium der Verteidigung
- 6 Versorgungskompanien
- 7 Transportbataillone
- 2 Pipelinepionierbataillone
- 1 Rundfunkbataillon
- 21 Ausbildungseinheiten.

## Geschichte

### Aufstellung als Amt für territoriale Verteidigung
Das Kommando wurde am 1. Juni 1957 in Bonn zunächst unter der Bezeichnung Amt für territoriale Verteidigung ausgeplant. Es entstand im Wesentlichen durch Ausgliederung der Unterabteilung IV G „Territoriale Verteidigung“ der Abteilung „Streitkräfte“ des Bundesministeriums der Verteidigung. Am 28. Oktober 1957 wurde das Amt in Kommando Territoriale Verteidigung umbenannt. Neben Heer, Marine und Luftwaffe war das Territorialheer als ein eigenständiger Bereich der Bundeswehr konzipiert. Angedacht war das Territorialheer als eigene Teilstreitkraft zu führen.

### Ausbau
Von 1958 bis 1961 wurde 25 TV-Stäbe (Territorialverteidigungsstäbe) aufgestellt, die ab 1963 in Verteidigungsbezirkskommandos umgegliedert wurden und die zweite Gliederungsebene unterhalb der direkt dem Kommando Territoriale Verteidigung nachgeordneten Wehrbereichskommandos darstellten. Ab 1964 wurden mit der Aufstellung nachgeordneter Verteidigungskreiskommandos begonnen. Bis 1967 wurden 69 Verteidigungskreiskommandos eingerichtet.
Ab April 1961 begann der Aufbau der Organisation für Reservisten mit einem Inspizienten beim Kommando der Territorialen Verteidigung, Stabsoffizieren für Reservisten bei den Wehrbereichs- und Verteidigungsbezirkskommandos und Hauptfeldwebeln für Reservisten bei den Kreiswehrersatzämtern. 1963 begann der Aufbau einer Territorial-Reserve mit zunächst freiwillig Dienst leistenden Reservisten. Ab Dezember 1965 wurden Reservisten auch pflichtbeordert. Die Territorial-Reserve wurde 1965 in Heimatschutztruppe umbenannt. In jedem Wehrbereich wurden bis April 1967 zur Ausbildung dieser Reservisten zwei (im Wehrbereich III drei) Ausbildungszentren aufgestellt. 1965 waren dem Territorialheer insgesamt rund 35.000 Soldaten zugeteilt.
1962 wurde das Kommando Territoriale Verteidigung mit der Einsatzleitung der Flutkatastrophe in Norddeutschland im Februar 1962 beauftragt.

### Auflösung
1969 wurde das Kommando Territoriale Verteidigung im Rahmen der Einnahme der Heeresstruktur III außer Dienst gestellt und zum 31. März 1970 aufgelöst. Das Konzept einer eigenständigen Teilstreitkraft unter nationaler Führung wurde aufgegeben. Stattdessen wurden die bisher dem Kommando Territoriale Verteidigung unterstellten Truppenteile in Masse dem Heer zugeordnet. Das Heer wurde fortan in das der NATO-Kommandostruktur eingegliederte Feldheer und das Territorialheer unter nationalem Kommando unterteilt. Viele der bisherigen Aufträge wurden den Kommandobehörden im Heer übertragen, insbesondere den Territorialkommandos Schleswig-Holstein, Nord und Süd.

## Befehlshaber
Folgende Befehlshaber führten das Kommando:
| Nr. | Name                                        | Beginn der Amtszeit | Ende der Amtszeit  |
| --- | ------------------------------------------- | ------------------- | ------------------ |
| 1   | Oberst Joachim Möller-Döling                | 1. Juni 1957        | 17. November 1957  |
| 2   | Generalleutnant Hans-Joachim von Horn       | 18. November 1957   | 30. September 1961 |
| 3   | Generalleutnant Joachim Schwatlo-Gesterding | 1. Oktober 1961     | 31. März 1964      |
| 4   | Generalleutnant Friedrich Übelhack          | 1. April 1964       | 31. März 1968      |
| 5   | Generalleutnant Anton Detlev von Plato      | 1. April 1968       | 31. März 1970      |

## Verbandsabzeichen

Verbandsabzeichen des Kommandos Territoriale Verteidigung und anderer Unterstützungsbereiche im Bundesministerium der Verteidigung

Das Kommando Territoriale Verteidigung führte ein Verbandsabzeichen mit folgender Blasonierung:
Von einer silbernen Kordel mit eingeflochtenem schwarzen Faden gefasst, geteilt zu Schwarz, Rot, Gold in goldenem Mittelschild ein einköpfiger schwarzer Adler, den Kopf nach rechts gewendet, die Flügel offen, aber mit geschlossenem Gefieder, Schnabel, Zunge und Fänge von roter Farbe (Bundesadler).
Die Schildteilung entsprach der Flagge Deutschlands. Die Motive des Verbandsabzeichens ähnelten im Übrigen dem Wappen Deutschlands. Der Bundesadler war das deutsche Wappentier. Er wurde ähnlich auf den Truppenfahnen abgebildet. Die enge Anlehnung an das Wappen und die Flagge Deutschlands verdeutlichte, dass das Territorialheer auch im Verteidigungsfall unter Kommandogewalt des nationalen Befehlshabers blieb und nicht der NATO assigniert war. Das Verbandsabzeichen verdeutlichte die unmittelbare Unterstellung unter das Bundesministerium der Verteidigung, das ein bis auf den Bord identisches Verbandsabzeichen aufwies. Der hier silberne Bord symbolisierte die Stellung unterhalb des Bundesministerium der Verteidigung, das entsprechend eine „höherwertige“ goldene Kordel aufwies.
Das Verbandsabzeichen wurde später ebenfalls von vielen Verbänden im unmittelbar dem Bundesministerium nachgeordneten Bereich getragen. Einige Beispiele für diese Verbände sind das Stabsmusikkorps der Bundeswehr, das Wachbataillon BMVg, das Logistikamt der Bundeswehr, das Amt für Geoinformationswesen der Bundeswehr, das Logistikzentrum der Bundeswehr, das Kommando Führung Operationen von Spezialkräften.